# Пројекат „Волга”
Пројекат „Волга“ био је једна од активност у оквиру совјетског ваздухопловног програма за развој заштитне летачке опреме, за пилоте високолетног извиђачког авиона Јаковљев Јак-25 РВ, млазном пресретачу стреластог крила. У оквиру овог програма 1. новембра 1962. двочлана посада коју су чинили; пуковник Дологов Иванович (вођа ваздухоплова) и мајор Јевгениј Андрејев требало је, назависно један од другог, да обави скокове падобраном из стратосфере из специјално конструисаног стратосферског балона са гондолом „Волга“.
Пројекат је окончан трагично смрћу пуковника Долгова, и много деценија су његови детаљи скривани под ознаком „Врло тајно“. Иако се после овог догађаја стратосферски балон „Волга” више никада није дигао у ваздух, захваљаујући њему и двојици храбрих падобранаца, добијен је одговор на многа питања везана за тестерања савремене летачке опреме, која је у том периоду била у интензивном развоју, и вероватно захваљујући тим сазнањима спашени су животе многих будућих пилота, а нешто касније и космонаута.

## Историја
До реализације пројекта „Волга“, пуковник Дологов Ивановић и мајор Јевгениј Андрејев (у то време један од најбољих светских падобранаца), у моменту скока имали су сваки понаособ преко 1.000 скокова, међу којима је било и доста скокова у којима су се борили за сопствени живота, тестирајући многобројне врсте катапулта, падобрана, система веза, падобранских аутомата.
Андрејев је први напуститио гондолу балона и његов задатак је био да се са висине од 25.500 метара, без отварања падобрана спусти што ниже земљи, и при томе телом достигне брзину приближну брзини звука. Након Андрејева са висине од 25.600 метара скок је извео Иванович који је требало да тестира падобран са аутоматским отварањем, сопствене конструкције. У стратосферским условима приближно сличним вакууму, то је било врло рискантно јер није постојала адекватна подршка ваздуха за пуњење куполе падобрана.
Скок мајора Јевгенија Андрејева
Руски војни пробни падобранац и херој СССР мајор Јевгениј Андрејев (1926—2004) у оквиру совјетског космичког програма 1. новембра 1962. скочио је из стратосфере изнад Совјетског града Вољск, са висине од 25.458 метара. Током слободног пада, до отварања стабилизационог падобрана на висини од 958 метара, он се кретао брзином од 900 километара на час. Ово растојање Андрејев је савладо за 4 мин и 30 секунди. Овим скоком он је поставио два светска рекорда; рекорд у дужини слободног пада (24.500 метара) и рекорд у трајању слободног пада (4 мин и 30 сек). Андрејев је за разлику од пуковника Дологова, безбедно слетео у близини града Саратова.
Скок пуковника Долгова Ивановича
Други руски пробни падобранац и херој СССР пуковник Долгов Иванович (1920—1962), који је након мајора Андрејава скочи из исте гондоле, 1. новембра 1962. године, трагично је окончао живот након скока из стратосфере са висини од 25.600 метара. У тест програму „Волга“, он је скочио из специјално конструисане гондоле у свемирском оделу СИ-3М од провидног материјала под повишеним притиском, након чега је следило аутоматско отвараље падобрана и спуштање до земље које је требало да траје 38 минута.
Међутим у моменту напуштања гондоле, Иванович је случајно ударио о оштар клин на кабини и оштети заштитну кацигу. Пре губитка свести и смртног исхода Иванович је имао само толико снаге да активира падобран (и тиме доказао исправан рад свих падобранскох система чију је модификацију предлагао), који је његово беживотно тело без икаквих телесних повреда спустио до мест са којег је полето у старосферу.
Комисија за испитивање удеса закључила је, да је због стварања отвора на заштитној кациги под повећаним притиском, у условима блиским вакууму дошно до експлозивне декомпресије и депресуризације Ивановичеве опреме, што је резултирало декомпресионом повредом и смрћу изазваном мехурићима гаса током хладног кључања крви и хипоксије у условима сниженог парцијалног притиска кисеоника на великим висинама. Иако је падобрански систем радио нормално, скок пуковника Долгова завршио је смртним исходом у ваздуху, пре његовог призељења.